# 20.000 Homens por Ano
20.000 Homens por Ano (20,000 Men a Year, no original em inglês) é um filme norte-americano de 1939, do gênero ação, dirigido por Alfred E. Green e estrelado por Randolph Scott e Preston Foster.
O filme foi lançado ao mesmo tempo em que uma propaganda do governo norte-americano promovia a aviação, na tentativa de convencer 20.000 jovens por ano a se tornar pilotos.

## Sinopse
O piloto Brad Reynolds desobedece ordens e perde o emprego. Compra um aeroporto em desuso e abre uma escola, que passa por dificuldades até que o governo resolve lançar um programa que incentiva a formação de novos pilotos. Jim Howell, inspetor federal, envia seu relutante irmão Tommy para treinar na escola, o que quase custa a vida de Brad.

## Elenco
| Ator/Atriz       | Personagem    |
| ---------------- | ------------- |
| Randolph Scott   | Brad Reynolds |
| Preston Foster   | Jim Howell    |
| Margaret Lindsay | Ann Rogers    |
| Mary Healy       | Joan Marshall |
| Robert Shaw      | Tommy Howell  |
| George Ernest    | Skip Rogers   |
| Jane Darwell     | Senhora Allen |
| Kane Richmond    | Al Williams   |
| Maxie Rosenbloom | Walt Dorgan   |
| Douglas Wood     | Crandall      |
| Victor Sen Yung  | Harold Chong  |